# 정휘량
정휘량(鄭翬良, 1706년 ~ 1762년)은 조선의 문신(文臣)이다. 본관은 연일(延日)이며 자(字)는 자우(子羽), 사서(士瑞)이고 호(號)는 남애(南崖)이며 시호(諡號)는 문헌(文憲)이다. 1733년 사마시에 합격하였고 1737년 별시문과에 을과 급제하였다. 그는 영조(英祖) 임금의 사위였던 정치달(鄭致達)의 숙부이기도 하다.

## 생애
영조 때 문과 급제 이후 수찬, 검토관, 부교리, 시독관, 검토관을 지내고 수찬, 겸사서, 겸문학을 거쳐 수찬, 교리, 시독관, 응교를 거쳐 승지, 부제학, 이조참의, 대사간을 거쳐 형조참판이 되고 부제학, 대사헌, 경기도관찰사, 홍문관제학, 호조참판, 동지경연사를 거쳐 지중추부사, 호조판서, 좌부빈객, 이조판서, 병조판서, 시책문제술관, 예문관제학, 평안도관찰사를 거쳐 대제학을 지내고 우의정, 좌의정에 이르렀다.